# Kubische kromme van M'Cay

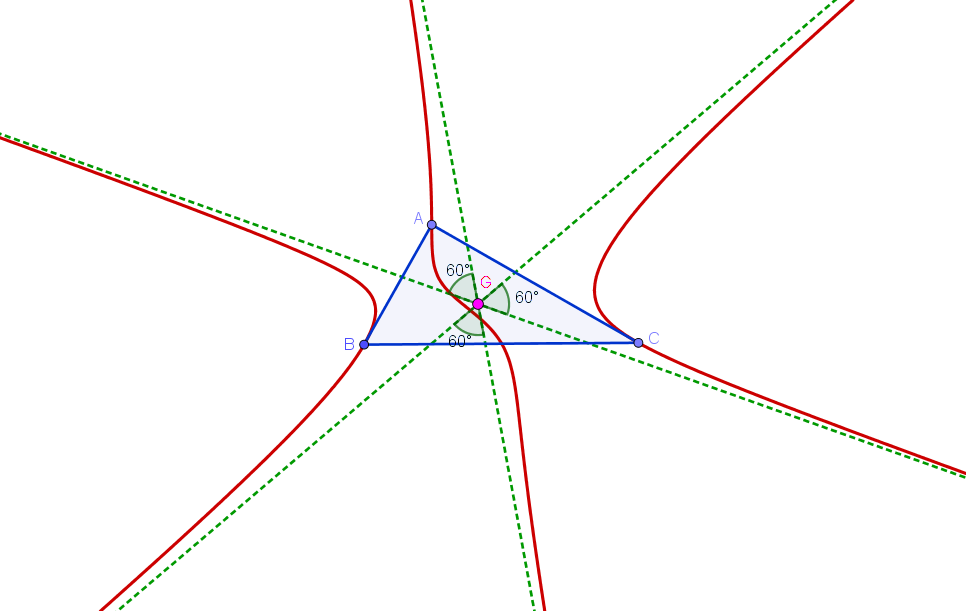
Kubische kromme van M'Cay met asymptoten

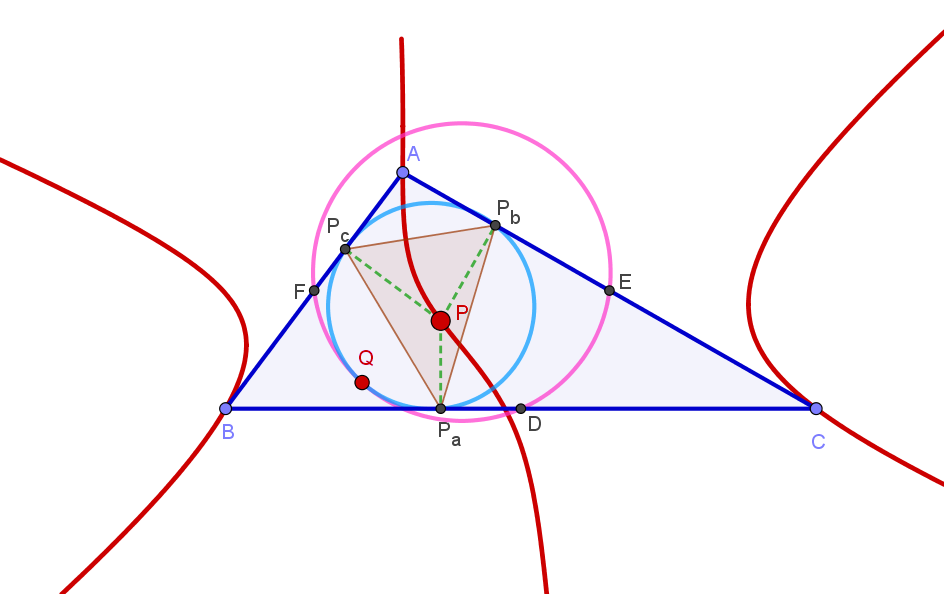
Kubische kromme van M'Cay als meetkundige plaats van punten met een voetpuntscirkel die raakt aan de negenpuntscirkel

De kubische kromme van M'Cay is de gepivoteerde isogonale kubische kromme in het vlak van een gegeven driehoek met daarvan het middelpunt van de omgeschreven cirkel als pivot.

## Eigenschappen
De kubische kromme van M'Cay is de meetkundige plaats van 
- punten met een voetpuntscirkel die raakt aan de negenpuntscirkel.
- punten die op een lijn liggen met hun isogonale verwante en hun inverse in de omgeschreven cirkel.
- punten waarvan de voetpuntsdriehoek en om-ceva-driehoek met een vermenigvuldiging op elkaar zijn af te beelden, of gelijkstandig zijn.
- punten P zodat {\displaystyle \angle (BC,AP)+\angle (CA,BP)+\angle (AB,CP)\equiv \pi /2\mod \pi }

De drie asymptoten van de kubische kromme van M'Cay maken onderling hoeken van 60° en hebben het zwaartepunt als gezamenlijk snijpunt.

## Vergelijking
De vergelijking van de kubische kromme van M'Cay in barycentrische coördinaten is gebruikmakend van de conway-driehoeknotatie:
{\displaystyle {\mathcal {K}}:a^{2}S_{A}x(c^{2}y^{2}-b^{2}z^{2})+b^{2}S_{B}y(a^{2}z^{2}-c^{2}x^{2})+c^{2}S_{C}z(b^{2}x^{2}-a^{2}y^{2})=0}